# Poecilopsis propinqua
Poecilopsis propinqua är en fjärilsart som beskrevs av Harrison. Poecilopsis propinqua ingår i släktet Poecilopsis och familjen mätare. Inga underarter finns listade i Catalogue of Life.